# Театр 19
Театр 19 — недержавний професійний театр у місті Харкові. Заснований 19 червня 2000 року.
Вистави театру відбувалися на головній та малій сценах Харківського будинку актора, за адресою: вул. Манізера, буд. 3. З початком повномасштабного російського вторгнення в Україну вистави не граються.

## Історія
Творчий колектив утворила група студентів режисерського та акторського факультетів Харківського державного університету мистецтв ім. Івана Котляревського 19 червня 2000 року. Того ж року театр заявив про себе як професійний колектив, випустивши першу прем'єру «Емігранти» за п'єсою Славомира Мрожека.
Першим значним творчим успіхом театру вважається вистава «Павло I», який 2002 року стала призером Всеукраїнського фестивалю сучасного мистецтва «Культурні герої XXI століття» у Києві. Робота отримала високу оцінку від театральних критиків та діячів[джерело?]. З цього моменту колектив отримав свою назву «Театр 19» й почав грати на постійній основі свої вистави на сцені Харківського будинку актора.

### Театр під час російського вторгнення в Україну
З репертуару театру лютого 2022 року залишилися не зіграними вистави «Шукаю роботу» та «Але все ж таки», заплановані на 25 та 27 лютого відповідно. Через припинення театральної діяльності в Харкові через безпековий стан в умовах російського вторгнення в Україну, традиція відкривати новий театральний сезон 19 серпня у Харківському будинку актора ім. Леся Сердюка, яка не порушувалася впродовж 19 років, перервалася.
На липень 2023 року припав скандал із переїздом харківських митців до Санкт-Петербурга. Режисерка театру «Время Ч» Жанна Богусевич, а також провідний актор «Театру 19» Сергій Лістунов та акторка Дарія Терновська започаткували в Росії «Театр Питер». Режисер Ігор Ладенко у відкритому листі до Сергія Лістунова, зазначив, що їхати добровільно до тих, хто обстрілював Харків ракетами, — «за межею розуміння», і нагадав, що зрадників ніде не люблять. Сергій Лістунов та Дар'я Терновська взяли участь у зйомках пропагандиського кіножурналу «Вслух!», де зіграли ролі типової (на думку пропагандистів) української сімейної пари, які є ласими до грошей, не мають почуття гідності та продаються злобному і бездушному «Западу».
Із початком повномасштабного вторгнення Росії в Україну, театр видалив зі списку нагород на своїх ресурсах відзнаки, отримані на фестивалях в РФ та Білорусі впродовж 2007—2014 років, прибрав згадки про співпрацю актора Сергія Лістунова.

## Репертуар
До репертуару театру входили такі вистави:
- 2000 — «Емігранти» за п'єсою Славомира Мрожека
- 2001 — «Любофф» за п'єсою «Luv» М. Шизгала
- 2002 — «Павел I» за п'єсою Д. Мережковського
- 2003 — «Хулія славлю!» за п'єсою «Хулій Хурина» Миколи Куліша
- 2005 — «Двери» за п'єсою «Троє на гойдалці» Луїджі Лунарі
- 2006 — «ЧМО» за п'єсою «Чморик» В. Жеребцова
- 2009 — «Наш Гамлет» за В. Шекспіром
- 2010 — «Но все-таки» за М. Байджиєвим
- 2011 — «Кароль» Славомира Мрожека
- 2012 — «(Самый) легкий способ бросить курить» М. Дурненкова
- 2013 — «Ищу работу» за Ж. Гальсераном
- 2015 — «Начать сначала» за п'єсою «Емігранти» Славомира Мрожека (нова постановка)
- 2016 — «Зверские истории» за Д. Нігро
- 2017 — «Счастливо» за М. МакКівером
- 2018 — «Пожалел дурак дурочку» за С. Руббе
- 2018 — «Звірячі історії» за Д. Нігро (авторська версія українською)

## Персоналії театру
Керівництво театру
- Ігор Ладенко — режисер й художній керівник
- Ірина Сурикова — директор

Трупа театру
- Дмитро Бурма
- Єлизавета Дубровська
- Юлія Єрмакова
- Данило Кузнєцов
- Микола Михальченко
- Юлія Навроцька
- Юрій Ніколаєнко
- Богдан Синявський
- Максим Стерлік
- Дар'я Ямпольська

Раніше в театрі грали
- Павло Алдошин (2009—2016)
- Сергій Бабкін (2000—2012)
- Євгенія Бєлова (2012—2017)
- Дмитро Бурма
- Олег Дідик
- Наталія Іванська
- Сергій Лістунов[9]
- Олександр Маркін (2000—2007)
- Сергій Савлук (2003—2016)
- Костянтин Скиба (2016—2017)
- Дар'я Терновська
- Дар'я Ямпольська

та інші

## Визнання та нагороди
Відзнаки, отримані на фестивалях в РФ та Білорусі впродовж 2007—2014 рр., театр видалив зі списку нагород на своїх ресурсах після повномасштабного вторгнення РФ в Україну.
- 2002, березень — призер Всеукраїнського фестивалю сучасного мситецтва «Культурні герої XXI століття» (м. Київ) — вистава «Павел I»
- 2002, березень — переможець обласного молодіжного фестивалю «Театрон» (м. Харків) в номінаціях «за найкращу режисуру» (І. Ладенко) та «за найкращу чоловічу роль» (С. Бабкін — Павло I) — вистава «Павел I»
- 2003, грудень — II премія Всеукраїнського конкурсу «Старт» (м. Київ) — вистава «Хулія Славлю!»
- 2004, березень — Гран-прі та головний приз альтернативного журі ІІ Обласного молодіжного фестивалю «Театрон» (м. Харків) — вистава «Хулія Славлю»
- 2004, березень — III Міжнародного театрального фестивалю «Одесса-Интертеатр-2004» (м. Одеса) — дипломант
- 2004, травень — VII Міжнародний театральний фестиваль «Добрий театр-2004» (м. Енергодар) — переможець у номінаціях «за найкращу чоловічу роль» (С. Бабкін — роль Х у виставі «Емігранти») та «за найкраще музичне оформлення» (вистава «Хулія Славлю!», С. Бабкін)
- 2004, червень — VI Міжнародний театральний фестиваль «Мельпомена Таврії» (м. Херсон) — дипломант
- 2004, листопад — 2-а премія режисерові Ігорю Ладенку на «Бієннале актуальних мистецтв» (м. Київ)
- 2004, листопад — II Міський фестиваль недержавних театрів «Курбалесія» (м. Харків) — переможець у номінаці «за найкращу чоловічу роль» (А. Маркін — роль Гаррі) — вистава «Любoff»[10]
- 2004, грудень — творча муніципальна премія Харківського міського голови (І. Ладенко)
- 2005, жовтень — III Міський фестиваль недержавних театрів «Курбалесія» — Гран-прі «за найкращу виставу» — вистава «Двери»
- 2005, листопад — премія «Народне визнання» (м. Харків) — С. Бабкін за роль Капітана у виставі «Двери»
- 2006, травень — VIII Міжнародний театральний фестиваль «Добрий театр–2006» (м. Енергодар) — приз «за найкращу чоловічу роль» (А. Маркін — роль Професора) — вистава «Двери» та роль Палена — вистава «Павел I»
- 2006, жовтень — дипломант IV міського фестивалю недержавних театрів «Курбалесія»
- 2007, травень — участь у I Всеукраїнському театральному фестивалі недержавних театрів «Живи !»
- 2007, вересень — дипломант II Міжнародного театрального фестивалю «Зустрічі в Одесі»
- 2007, жовтень — дипломант IV Міжнародного музично-театрального фестивалю «JULA-2007» (м. Мюнхен, Німеччина)
- 2007, грудень — творча премія міськвиконкому — Сергія Лістунова нагороджено премією імені Івана Мар'яненка в галузі театрального мистецтва за найкращу акторську роботу — чоловічу роль — створення образу Алтинова у виставі «ЧМО»
- 2008, жовтень — ІІІ театральній фестиваль Міжнародного Чорноморського Клубу «Homo ludens» (м. Миколаїв) — переможець у номінації «За кращу режисерську роботу» (Ігор Ладенко) — вистава «Двері»
- 2008, листопад — V Міжнародний музично-театральний фестиваль «JULA-2008» (м. Мюнхен, Німеччина) — дипломант — вистава «ЧМО»
- 2008, грудень — Фестиваль «Грудневі театральні вечори» (м. Чернігів) — дипломант — вистава «Емігранти»
- 2009, березень — IV Міжнародний театральний форум «М.art.контакт-2009» (м. Могильов, Білорусь) — дипломант (вистава «ЧМО»)
- 2009, листопад — VI Міжнародний музично-театральний фестиваль «JULA-2009» (м. Мюнхен, Німеччина) — дипломант
- 2010, червень — І Міжнародний фестиваль камерних і моновистав «LUDI» (м. Орел, Росія) — лауреат у номінації «Кращий акторський ансамбль» — вистава «Двері»
- 2010, грудень — II Міжнародний фестиваль «Театральне віче» (м. Великий Новгород, Росія) — лауреат — вистава «ЧМО»
- 2011, січень — І Міжнародний театральний фестиваль малих форм «Театронік» (м. Харків) — лауреат — вистава «Но все-таки»
- 2011, березень — недержавна театральна премія «Бронек» (м. Київ) — Ігор Ладенко — «за пластичне рішення вистави» — вистава «Наш Гамлет»
- 2011, березень — колектив «Театру 19» нагороджено Почесною грамотою Харківської обласної державної адміністрації
- 2012, лютий — ІІ Міжнародний театральний фестиваль малих форм «Театронік» (м. Харків) — лауреат — вистава «Кароль»
- 2012, березень — VII Міжнародний театральний форум «М.art.контакт-2012» (м. Могильов, Білорусь) — дипломант — вистава «Двері»
- 2012, квітень — I Відкритий театральний фестиваль ім. Павла Луспєкаєва «Госпожа удача» (м. Луганськ, Україна) — «Приз глядацьких симпатій» — вистава «ЧМО»
- 2012, жовтень — VI Театральний фестиваль Міжнародного Чорноморського клубу «Homo ludens» (м. Миколаїв, Україна) — лауреат у номінації «Краща режисерська робота на експериментальній сцені» (Ігор Ладенко) — вистава «Но все-таки»
- 2012, жовтень — Х Фестиваль недержавних театрів «Курбалесія» (м. Харків) — лауреат — вистава «(Самый) легкий способ бросить курить»
- 2012, грудень — IX Міжнародний музично-театральний фестиваль «JULA-2012» (м. Мюнхен, Німеччина) — дипломант — вистава «Но все-таки»
- 2013, травень — Фестиваль Всеукраїнський театральний травень «Чеховфест» (м. Суми, Україна) — учасник — вистава «Но все-таки»
- 2013, липень — ІІ Фестиваль «Інтернаціональні дні с російським акцентом» (м. Нюрнберг, Німеччина) — учасник — вистава «Кароль»
- 2013, листопад — ІІІ Міжнародний театральний фестиваль малих форм «Театронік» (м. Харків) — лауреат — вистава «Ищу работу»
- 2013, листопад — Х Міжнародний музично-театральний фестиваль «JULA-2013» (м. Мюнхен, Німеччина) — дипломант — вистава «Ищу работу»
- 2014, квітень — IV Міжнародний фестиваль камерних і моновистав «LUDI» (м. Орел, Росія) — дипломант («(Самый) легкий способ бросить курить»
- 2014, вересень — Ігор Ладенко увійшов у ТОП-100 людей культури нового часу у спецпроєкті журналу «Новое Время» (м. Київ)
- 2014, листопад — Фестиваль Всеукраїнський театральний листопад «Чеховфест» (м. Суми, Україна) — учасник — вистава «(Самый) легкий способ бросить курить»
- 2015, березень — Х Міжнародний театральний форум «М.art.контакт-2015» (м. Могильов, Білорусь) — дипломант — вистава «Наш Гамлет»
- 2017, лютий — Фестиваль недержавних театрів «Курбалесія» (м. Харків) — учасник — «Зверские истории»
- 2017, березень — Театральний фестиваль «Східний express» (м. Сєвєродонецьк, Україна) — Перша премія — вистава «Звірячі історії»
- 2017, серпень — X Фестиваль театрів «Молоко» (м. Одеса, Україна) — Гран-прі — «Звірячі історії»
- 2018, вересень — II Національний фестиваль мистецтв «Кропивницький» (м. Кропивницький) — дипломант — вистава «Звірячі історії»
- 2018, вересень — ХІ фестиваль театрів «Молоко» (м. Одеса) — дипломант
- 2018, жовтень — Всеукраинський театральний фестиваль «Феерія Дніпра» (м. Дніпро) — дипломант — вистава «Звірячі історії»
- 2018, жовтень — XIII Фестиваль недержавних театрів «Курбалесія» (м. Харків) — диплом «За яскраве втілення неординарного задуму» — вистава «Звірячі історії»
- 2018, листопад — XV Міжнародний музично-театральний фестиваль «JULA-2018» (м. Мюнхен, Німеччина) — дипломант — вистава «Звірячі історії»
- 2018, грудень — Ігоря Ладенка нагороджено Обласною премією ім. О. С. Масельського «за особистий вагомий внесок у розвиток культури і мистецтва, підвищення іміджу Слобожанщини як культурного і мистецького осередку держави»
- 2018, грудень — I Всеукраїнський фестиваль недержавних театрів «Відкрита сцена» (м. Київ) — дипломант — вистава «Звірячі історії»
- 2019, березень — «AndriyivskyFest.UkrainianFormat» (м. Київ) — Переможець — вистава «Звірячі історії»
- 2019, березень — Всеукраїнський фестиваль «Чеховфест» (м. Суми) — учасник — вистава «Пожалел дурак дурочку»
- 2019, травень — XXI Міжнародний театральний фестиваль «Мельпомена Таврії» (м. Херсон) — співпереможець у номінаціях: «Вистава камерної сцени», «Режисура», «Акторський ансамбль» — вистава «Звірячі історії»
- 2019, червень — ІІІ Міжнародний театральний фестиваль камерних вистав «AndriyivskyFest» (м. Київ) — переможець у номінації «За найкращу виставу», «За яскравий бестіарій жіночих образів» (Н. Іванська) — вистава «Звірячі історії»
- 2019, червень — V Міжнародний фестиваль театрів ляльок «І люди, і ляльки» (м. Львів) — дипломант — вистава «Звірячі історії»
- 2019, липень — ХІІ Фестиваль театрів «Молоко» (м. Одеса–Миколаїв) (м. Миколаїв) — диплом «За вагомий особистий внесок у розвиток українського театру» — вистава «Звірячі історії»
- 2021, березень — Подяка Харківського міського голови «за багаторічну сумлінну й плідну працю, високу професійну майстерність, вагомий внесок у розвиток театрального мистецтва України» (режисерові Ігорю Ладенку та акторові Сергію Лістунову)
- 2021, березень — Премія «Людина театру» Харківського міжобласного відділення Національної Спілки театральних діячів України — режисеру Ігорю Ладенку

## Виноски
1. ↑  План великої зали [Архівовано 2007-12-15 у Wayback Machine.]на Офіційна вебсторінка театру [Архівовано 2009-12-27 у Wayback Machine.]
2. ↑  Сцени театру [Архівовано 28 грудня 2009 у Wayback Machine.] на Офіційна вебсторінка театру [Архівовано 27 грудня 2009 у Wayback Machine.]
3. ↑  У 2002 році ТЕАТР 19 започаткував традицію відкривати новий театральний сезон 19 серпня в Харківський Будинок актора ім. Леся Сердюка НСТДУ (Ігор Ладенко, 19 серпня 2023 р.)
4. ↑  «Харківський театр переїхав до Росії (укр.). «KharkivToday». 14 липня 2023. Процитовано 16 липня 2023.
5. ↑  Режисер і двоє акторів недержавного театру з Харкова виїхали до Петербурга (укр.). «Укрінформ». 15 липня 2023. Процитовано 4 квітня 2024.
6. ↑  Олена ІЩУК (15 липня 2023). Харківський театр переїхав до РФ (укр.). «Status Quo». Процитовано 4 квітня 2024.
7. ↑  Лєна ЧИЧЕНІНА (1 листопада 2023). Слов’янські свині у вишиванках. Українські актори переїхали в Росію і знялися в пропагандистському треші (укр.). «Детектор медіа». Процитовано 2 листопада 2023.
8. ↑  Сайт www.theatre19.com.ua. Сайт www.theatre19.com.ua (укр.). Архів оригіналу за 27 грудня 2009. Процитовано 24 липня 2023. [Архівовано 2009-12-27 у Wayback Machine.]
9. ↑  Сергій Лістунов відповість на питання шанувальників
10. ↑  Харківський міський фестиваль недержавних театрів «Курбалесія». Архів оригіналу за 1 квітня 2022. Процитовано 2 квітня 2022.